# ResuRection
ResuRection is een nummer van het Russische trance-duo PPK uit 2001. Het is de eerste single van hun debuutalbum Reload. Het nummer is een remake van de titelmuziek van de film Siberiade uit 1979, geschreven door Eduard Artemyev.
"ResuRection" werd op de valreep van 2001 vooral een grote hit op de Britse eilanden en in het Nederlandse taalgebied. De melodie van het nummer was destijds ook populair als ringtone. In de Nederlandse Top 40 haalde het nummer de 2e plaats, Alarmschijf en Dancesmash op Radio 538, en in de Vlaamse Ultratop 50 de 9e.